# Yuliya Tarasova
Yuliya Aleksandrovna Tarasova (russisch Юлия Александровна Тарасова, Julija Alexandrowna Tarassowa; * 13. März 1986 in Taschkent, Usbekische SSR, UdSSR) ist eine ehemalige usbekische Leichtathletin, die sich auf den Siebenkampf sowie den Weitsprung spezialisiert hat.

## Sportliche Laufbahn
Ihren ersten internationalen Wettkampf bestritt Yuliya Tarasova im Jahr 2003, als sie bei den Jugendweltmeisterschaften in Sherbrooke mit 5129 Punkten den siebten Platz belegte. Anschließend erreichte sie bei den Asienmeisterschaften in Manila mit 4768 Punkten Rang neun und wurde bei den Afro-Asiatischen Spielen in Hyderabad mit 4351 Punkten Sechste. Im Jahr darauf siegte sie bei den Juniorenasienmeisterschaften in Ipoh mit 5060 Punkten und erreichte anschließend bei den Juniorenweltmeisterschaften in Grosseto mit 5019 Punkten Rang 14. 2006 klassierte sie sich bei den Hallenasienmeisterschaften in Pattaya mit 4004 Punkten auf dem fünften Platz im Fünfkampf. 2008 qualifizierte sie sich für die Olympischen Spiele in Peking und belegte dort mit 5785 Punkten Rang 25.
2009 wurde sie bei den Weltmeisterschaften in Berlin mit 5658 Punkten 20. und gewann daraufhin bei den Hallenasienspielen in Hanoi mit 6,45 m die Silbermedaille im Weitsprung hinter der Kasachin Olga Rypakowa. Anschließend siegte sie bei den Asienmeisterschaften in Guangzhou im Siebenkampf mit 5840 Punkten. Im Jahr darauf belegte sie bei den Hallenweltmeisterschaften in Doha mit 6,54 m den siebten Platz im Weitsprung. Anschließend siegte sie beim IAAF Continentalcup in Split mit 6,70 m und siegte daraufhin mit 5783 Punkten im Siebenkampf bei den Asienspielen in Guangzhou und gewann im Weitsprung mit 6,49 m die Bronzemedaille hinter der Südkoreanerin Jung Soon-ok und Olga Rypakowa aus Kasachstan. 2011 wurde sie bei den Asienmeisterschaften in Kōbe mit einer Weite von 6,37 m Vierte und schied anschließend bei den Weltmeisterschaften in Daegu mit 6,26 m in der Qualifikation aus. Auch bei den Leichtathletik-Hallenweltmeisterschaften 2012 in Istanbul schied sie mit 6,37 m in der Vorrunde aus, schaffte aber im Weitsprung die Qualifikation für die Teilnahme an den Olympischen Spielen in London, bei denen sie in der Qualifikation keinen gültigen Versuch zustande brachte.
2013 belegte sie bei der Sommer-Universiade in Kasan mit 6,04 m den zwölften Platz und im Jahr darauf gewann sie bei den Hallenasienmeisterschaften in Hangzhou mit 3985 Punkten die Silbermedaille hinter der Chinesin Wang Qingling. Ende September nahm sie erneut an den Asienspielen in Incheon teil und gewann dort mit 5482 Punkten die Bronzemedaille hinter ihrer Landsfrau Yekaterina Voronina und Wang Qingling. Nach einem Jahr Wettkampfpause belegte sie 2016 bei den Hallenasienmeisterschaften in Doha mit 6,21 m den vierten Platz im Weitsprung und nahm im Sommer zum dritten Mal an den Olympischen Spielen in Rio de Janeiro teil, bei denen sie mit 6,16 m aber erneut in der Qualifikation ausschied, woraufhin sie ihre Karriere als Leichtathletin im Alter von 30 Jahren beendete.
2005 wurde Tarasova usbekische Meisterin im Siebenkampf.

## Persönliche Bestleistungen
- Weitsprung: 6,81 m (−0,1 m/s), 4. Juni 2010 in Taschkent
  - Weitsprung (Halle): 6,54 m, 14. März 2010 in Doha
- Siebenkampf: 5989 Punkte, 10. Mai 2009 in Desenzano del Garda
  - Fünfkampf (Halle): 4004 Punkte, 10. Februar 2006 in Pattaya